# Volksblatt und Freiheits-Freund
Das Volksblatt und Freiheits-Freund war während seines Erscheinens von 1901 bis 1942 die führende deutschsprachige Zeitung in Pittsburgh, Pennsylvania. Es entstand aus dem Zusammenschluss zweier Vorgänger, dem Freiheits-Freund und dem Pittsburger Volksblatt.

## Vorgänger

### Freiheits-Freund
Der Freiheits-Freund wurde 1834 von Henry Ruby als Wochenzeitung mit Victor Scriba als Herausgeber in Chambersburg, Pennsylvania, gegründet. Scriba verlegte die Zeitung 1837 von dort nach Pittsburgh, nachdem er Ruby aufgekauft hatte. Die Zeitung enthielt Nachrichten aus Europa und den Vereinigten Staaten, Lokalnachrichten und einen Feuilletonteil. Ab 1850 war der Freiheits-Freund eine Tageszeitung im Besitz der Cousins Louis und William Neeb, die seit den Anfängen der Zeitung dort beschäftigt waren. Die Neebs sorgten für erhöhte Aufmerksamkeit für Wirtschafts- und Handelsnachrichten. Aufgrund ihrer starken Ablehnung der Sklaverei schloss sich die Zeitung der Republikanischen Partei an, als diese sich neu formierte.

### Volksblatt

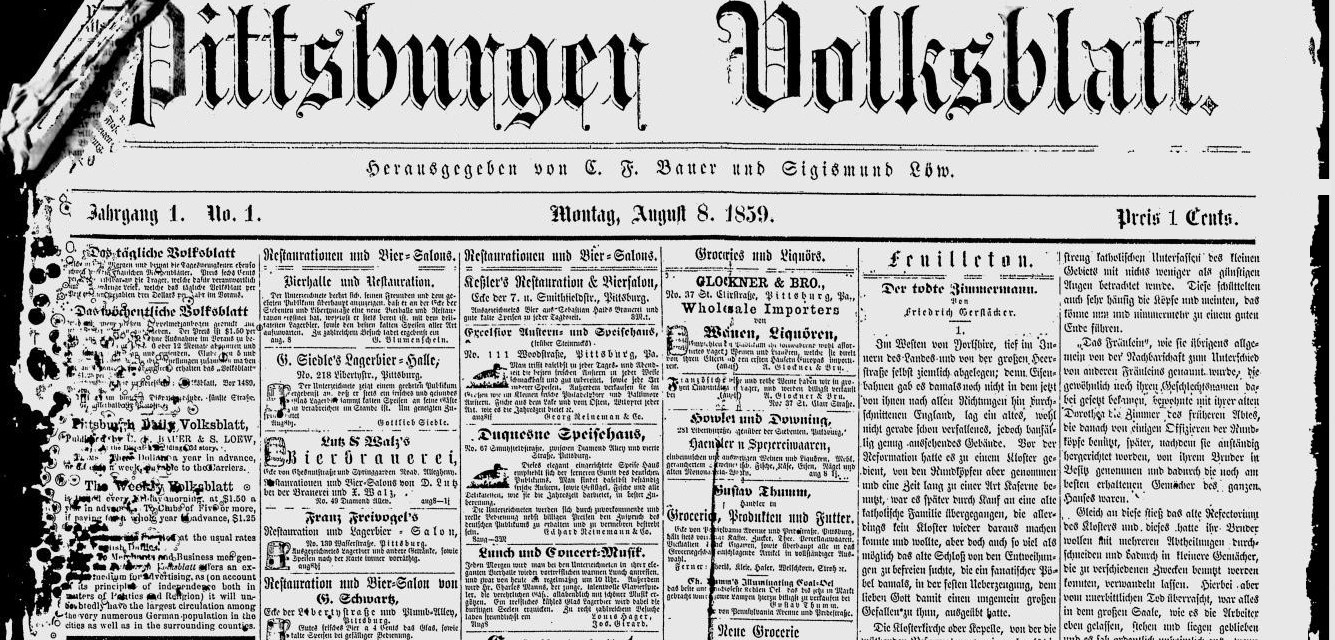

Carl Friedrich Bauer und Sigismund Löw, Mitglieder der 48er-Bewegung, die nach den gescheiterten Revolutionen von 1848 aus den deutschen Staaten flohen, gründeten 1859 das Pittsburger Volksblatt. Bauer verließ die Redaktion des Freiheits-Freunds und fand in Löw, einem bürgerschaftlich engagierten Ingenieur und Delegierten des ersten Parteitags der Republikanischen Partei 1856 in Pittsburgh, einen Partner. Bauer blieb Eigentümer des Volksblatts bis 1885, als er das Unternehmen verließ, um zum Milwaukee Herold zu wechseln. Mit Unterstützung des Pittsburgher Geschäftsmanns Max Schamberg, amerikanischer Konsul in Österreich, wurde das Volksblatt von den Brüdern Isaac E. und Louis Hirsch und Partnern erworben, unter deren Führung die Zeitung einen wachsenden Marktanteil gewann, der zuvor vom Freiheits-Freund dominiert worden war.

## Fusion
Freiheits-Freund und Volksblatt dienten der deutschsprachigen Bevölkerung Pittsburghs, bis im Februar 1901 die Zusammenlegung der beiden Zeitungen und die Gründung der Neeb-Hirsch Publishing Company erfolgten. Von da an erschienen die Zeitungen als eine gemeinsame Ausgabe unter dem Titel Volksblatt und Freiheits-Freund.
Während des Ersten Weltkriegs widerstand die Zeitung erfolgreich einer Welle antideutscher Stimmung, die viele andere deutsch-amerikanische Zeitungen mit Auflagen- und Anzeigenverlusten zu kämpfen hatte. Ihr Überleben verdankt sie ihrem pro-amerikanischen Ruf und ihrer Lage in einer Großstadt.
Bevor die USA in den Zweiten Weltkrieg eintraten, vertrat die Zeitung eine denunziierende Haltung gegenüber dem Deutsch-Amerikanischen Bund, einer pro-nationalsozialistischen Organisation in den Vereinigten Staaten. Zu dieser Zeit war die Zeitung mit einem Mangel an einheimischen Deutschsprachigen konfrontiert und wurde 1942, inmitten eines weiteren ungünstigen kulturellen Kriegsklimas, eingestellt.

## Digitalisierte Ausgaben im Google News-Archiv
- Freiheits-Freund: 1835–1870, 1860–1865, 1871–1901
- Volksblatt: 1859–1900, 1871–1878
- Volksblatt und Freiheits-Freund: 1901–1940